# Жан-Люк Кретьє
Жан-Люк Кретьє (фр. Jean-Luc Crétier) — французький гірськолижник, що спеціалізувався в швидкісних дисциплінах, олімпійський чемпіон. 
Золоту олімпійську медаль та звання олімпійського чемпіона Кретьє виборов на Олімпіаді 1998 року в Нагано у швидкісному спуску. 
Крім олімпійської звитяги, в доробку Кретьє не було жодного іншого успіху на етапах кубка світу. 

## Зовнішні посилання
- Досьє на sports-reference.com [Архівовано 17 квітня 2020 у Wayback Machine.]

## Виноски
1. ↑  Nagano 1998 Official Report - Volume 3 (PDF). Nagano Olympics Organizing Committee. LA84 Foundation. 1998. Архів оригіналу (PDF) за 26 лютого 2008. Процитовано 30 вересня 2013.
2. ↑  Alpine Skiing at the 1998 Nagano Winter Games: Men's Downhill. Sports Reference. Архів оригіналу за 17 квітня 2020. Процитовано 29 березня 2018.